# كأس هولندا 1991–92
كأس هولندا 1991–92 (بالهولندية: KNVB beker 1991/92)‏ هو الموسم 74 من كأس هولندا. أشرف على تنظيمه الاتحاد الملكي الهولندي لكرة القدم، وكان عدد الأندية المشاركة فيه 63، وفاز فيه فاينورد.